# 久世敏雄
久世 敏雄（くぜ としお、1930年6月29日 - 2012年1月30日）は、日本の心理学者。専門は青年心理学。学位は、教育学博士（1976年）。名古屋大学名誉教授。

## 経歴
1953年、名古屋大学教育学部卒業、1955年、同大学院教育心理学修士課程修了。
1955年から1959年まで同助手を務め、1967年に宮城教育大学助教授。1970年には名古屋大学助教授、1976年に教授に昇任。同年に「青年心理研究の方法論」で教育学博士の学位を取得。
1994年に定年退官し、名誉教授へ就任。また愛知学院大学では2001年退職まで教授を務めた。専門は青年心理学。
2012年1月30日、愛知県豊明市の病院にて多臓器不全により死去。81歳歿。

## 著書
- 『高校時代の自己形成 受験勉強のなかでの人生の選択』 1982年2月 有斐閣新書

## 共編
- 『シリーズ現代心理学 3 幼児・児童の心理』 小嶋秀夫共編 福村出版 1976年
- 『シリーズ現代心理学 4 青年の心理』 福村出版 1977年5月
- 『シリーズ現代心理学 第7巻 家族関係の心理』 長田雅喜共編 福村出版 1981年12月
- 『発達と教育』 田浦武雄共編 福村出版 1982年11月 (発達と教育)
- 『高校生の心理と教育』 福村出版 1982年12月 (発達と教育)
- 『青年心理学ハンドブック』 西平直喜共編 福村出版 1988年3月
- 『教育の心理』 名古屋大学出版会 1988年4月
- 『青年期の社会的態度』 福村出版 1989年5月
- 『青年の心理を探る』 福村出版 1989年5月
- 『変貌する社会と青年の心理』 福村出版 1990年11月
- 『教育の心理を探る』 梶田正巳共編 福村出版 1991年1月
- 『青年の心理と教育』 放送大学 1992年3月
- 『現代青年の心理と病理』 福村出版 1994年3月
- 『青年心理学 その変容と多様な発達の軌跡』 放送大学 1996年3月

## 論文
- 依田新と共著 「青年-両親関係-心理的離乳 (その1)」 『名古屋大学教育学部紀要』 第3巻 1957
- 「心理的離乳」 依田新編　『家族の心理』 培風館 1958
- 依田新と共著 「青年-両親関係-社会的態度における親子の関係」 『教育心理学研究』 第6巻 4号 1959
- 「青年心理研究における二、三の問題点-とくに方法論を中心に」 『宮城教育大学紀要』 3 1968
- 「青年期の自己解放性に関する一検討-対象の類型の観点から」 『名古屋大学教育学部紀要』 第22巻 1975
- 「青年期へのアプローチの方法」 井上健治ほか編 『青年心理学』 有斐閣 1975
- 小嶋秀夫ほかと共著 「展望：家族関係の教育心理学的研究-社会化を中心に」 『教育心理学年報』 第14集 1975
- 浅野敬子ほかと共著 「青年期の社会的態度に関する縦断的研究-個人の変化過程の分析」 『教育心理学研究』 第33巻 1号 1985
- 後藤宗理らと共著 "A Longitudinal study on development of adolescents'social attitudes", Japanese Psychological Research, Vol. 27, No. 4, 1985
- 平石賢二と共著 「青年期の親子関係研究の展望」 『名古屋大学教育学部紀要-教育心理学科』 第40巻 1993
- 「青年心理研究の新しい動向について」 『愛知学院大学文学部紀要』 第25号 1996
- 「青年発達理解の諸理論」 『愛知学院大学文学部紀要』 第28号 1999